# Ласкажев (гмина)
Ласкажев (пол. Łaskarzew) — сельская гмина (уезд) в Польше, входит как административная единица в Гарволинский повет, Мазовецкое воеводство. Население — 5536 человек (на 2004 год).

## Демография
| Перепись                       | Всего   | Всего | Женщины | Женщины | Мужчины | Мужчины |
| ------------------------------ | ------- | ----- | ------- | ------- | ------- | ------- |
| Единицы                        | человек | %     | человек | %       | человек | %       |
| Население                      | 5536    | 100   | 2758    | 49,8    | 2778    | 50,2    |
| Плотность населения (чел./км²) | 63,2    | 63,2  | 31,5    | 31,5    | 31,7    | 31,7    |

## Поселения
1. Александрув
2. Будель
3. Буды-Кремпске
4. Целинув
5. Домброва
6. Домброва-Колёня
7. Грабина
8. Издебно
9. Издебно-Колёня
10. Кацпрувек
11. Кшивда
12. Ксаверынув
13. Леокадя
14. Левикув
15. Липники
16. Мелянув
17. Новы-Хеленув
18. Стары-Хеленув
19. Новы-Пильчин
20. Полесе-Ровске
21. Ровы
22. Соснинка
23. Стары-Пильчин
24. Усценец
25. Ванаты
26. Воля-Ласкажевска
27. Воля-Ровска
28. Зыгмунты

## Соседние гмины
1. Гмина Гарволин
2. Гмина Гужно
3. Ласкажев
4. Гмина Мацеёвице
5. Гмина Соболев
6. Гмина Вильга